# Paysage avec Polyphème
Paysage avec Polyphème est un tableau du peintre français Nicolas Poussin, composé en 1649 et exposé au Musée de l'Ermitage, à Saint-Pétersbourg en Russie. Cette peinture se réfère à la Fable de Polyphème et Galatée. Elle représente Polyphème, l'un des dieux de la mythologie grecque.

## Historique de l'œuvre
D'après André Félibien, ce tableau aurait été commandé par le banquier Jean Pointel en 1649, ce qui a été confirmé par Anthony Blunt,.
En 1772, le marquis de Conflans, propriétaire de ce tableau ainsi que du Paysage avec Hercule et Cacus, les vend au prince Golytsine afin de régler une dette de jeu, par l’intermédiaire de Denis Diderot. Le tableau entre alors au musée de l'Ermitage,.

## Analyse
Jacques Thuillier voit dans ce tableau « l'un des plus hauts chefs-d'œuvre de tout le siècle », montrant l'alliance de la nature avec la musique et de l'homme avec la nature ; le Paysage avec Polyphème illustre l'apaisement qui caractérise la relation de Poussin avec la nature à sa maturité.